# Hydrometrinae
Hydrometrinae – podrodzina pluskwiaków różnoskrzydłych z infrarzędu półwodnych i rodziny poślizgowatych.

## Opis
Pluskwiaki te mają wydłużone ciało o długości od 6 do 22 mm. Powierzchnię całego ich ciała pokrywa warstwa mikroskopowych i makroskopowych włosków. Część głowy położona przed oczami jest znacznie dłuższa od przedplecza. Czułki budują cztery człony, z których pierwszy jest nie dłuższy od drugiego. Tułów charakteryzuje się brakiem ujścia gruczołów zapachowych (omphalium) na zapiersiu.

## Rozprzestrzenienie
Przedstawiciele podrodziny występują na wszystkich kontynentach. Rodzajem kosmopolitycznym jest Hydrometra. Bacillometra zasiedla tropikalną strefę Ameryki Południowej, a pozostałe dwa rodzaje są endemitami Markizów. W Polsce żyją tylko poślizg wysmukły i Hydrometra gracilenta.

## Systematyka
Do rodziny tej należą następujące rodzaje:
- Bacillometra Esaki, 1927
- †Burmametra Huang, Garrouste, Azar, Engel & Nel, 2015
- Cephalometra D. Polhemus and Ferreira, 2018
- Chaetometra Hungerford, 1950
- †Christometra Pêgas, Leal and Damgaard, 2017
- †Cretaceometra Nel and Popov, 2000
- Dolichocephalometra Hungerford, 1939
- †Eocenometra Andersen, 1982
- Hydrometra Latreille, 1796
- †Incertametra Perez Goodwyn, 2002
- Limnacis Germar in Germar and Berendt, 1856
- Metrocephala Popov, 1996
- †Palaeometra Andersen 1998[5]
- †Protobacillometra Nel and Paicheler, 1993
- Spelaeometra Polhemus and Ferreira, 2018